# Phyllodytes gyrinaethes
Phyllodytes gyrinaethes é uma espécie de anfíbio da família Hylidae. Endêmica do Brasil, pode ser encontrada no município de Murici, no estado de Alagoas, e no município de Jaqueira, no estado de Pernambuco.